# Аттруп, Карл
Карл Август Аттруп (дат. Carl August Attrup; 4 марта 1848, Копенгаген — 5 октября 1892, Копенгаген) — датский органист.
Получил первоначальное музыкальное образование как виолончелист, однако затем окончил Датскую королевскую консерваторию как органист (под руководством Нильса Гаде), в 1869—1883 гг. преподавал там же игру на органе, сменив своего учителя. С 1871 г. органист копенгагенской Немецкой церкви Фридерика, с 1874 г. — церкви Спасителя, с 1880 г. кантор в ней. Вёл также другую педагогическую работу, в том числе в Институте слепых. Автор органных и оркестровых сочинений.
Был женат (с 1871 г.) на дочери художника и фотографа Я. Э. Вундерлиха.